# タンパク質ジスルフィドレダクターゼ
タンパク質ジスルフィドレダクターゼ（protein-disulfide reductase）は、次の化学反応を触媒する酸化還元酵素である。
タンパク質ジチオール + NAD(P)+ {\displaystyle \rightleftharpoons } タンパク質ジスルフィド + NAD(P)H + H+
反応式の通り、この酵素の基質はタンパク質ジチオールとNAD+（またはNADP+）、生成物はタンパク質ジスルフィドとNADH（またはNADPH）とH+である。
組織名はprotein-dithiol:NAD(P)+ oxidoreductaseで、別名にinsulin-glutathione transhydrogenase、disulfide reductase、NAD(P)H2:protein-disulfide oxidoreductaseがある。